# Dendropsophus minutus
La ranita amarilla común (Dendropsophus minutus) es una especie de anfibios de la familia Hylidae.
Habita en Argentina, Bolivia, Brasil, Colombia, Ecuador, Guayana Francesa, Guayana, Paraguay, Perú, Surinam, Trinidad y Tobago, Uruguay y Venezuela.
Sus hábitats naturales incluyen bosques tropicales o subtropicales secos, montanos, sabanas secas y húmedas, praderas parcialmente inundadas, marismas intermitentes de agua dulce, pastos, jardines rurales, áreas urbanas, zonas previamente boscosas ahora muy degradadas, estanques, canales y diques.